# Малте Мор
Малте Мор (Бохум, 24. јул 1986) је немачки атлетичар специјалиста за скок мотком.

## Каријера
Први пут уврштен је у најбољи састав Немачке у марту 2009. године у Торину на Европском првенству у дворани, а затим у јуну на Европском екипном првенству 2009. и у августу на Светском првенству на отвореном у Берлину.
Дана 13. марта 2010. у Дохи, Малте Мор на Светско првенству у дворани постиже свој најуспешнији пласман, освајањем сребрне медаље скоком 5,70 м, иза Аустралијанца Стивена Хукера а испред свог земљака Александра Штрауба.
Елиминисан је у квалификацијама на Европском првенству 2010. у Барселони, а у Дијамантској лиги 2010, заузима у укупном пласману друго место иза Француза Реноа Лавијениа укључујући победе у првој фази у Шангају (5,70 м ), и на завршном митингу у Бриселу где је скоком 5,85 м поставио лични рекорд. Дана 1. септембра 2010, Малте Мор у Ахену прескаче 5,90 м и постиже нови рекорд и најбољи резултат у каријери.
Следећу годину је почео серијом добрих резултата у дворани. Прво је на митингу у Левијену 8. фебруара био други (5,75 м) иза Реноа Лавијениа (5,90 м), да би касније два пута поправљао лични рекорд (5,85 м) у Диселдорфу, и (5,86 м) у Потсдаму. Почетком марта освојио је другу медаљу на значајнијим такмичењима, био је трећи у Паризу на Европском првенству у дворани.

## Значајнији резултати
| Година | Такмичење                                        | Место              | Пласман | Резултат |
| ------ | ------------------------------------------------ | ------------------ | ------- | -------- |
| 2009   | Европско првенство у дворани                     | Торино, Италија    | 10 кв.  | 5,65     |
| 2009   | Европско екипно првенство у атлетици — Суперлига | Леирија, Португал  | 2       | 5,75     |
| 2009   | Светско првенство на отвореном                   | Берлин, Немачка    | 14      | 5,50     |
| 2010   | Светско првенство у дворани                      | Доха, Катар        | 2       | 5,70     |
| 2010   | Европско првенство на отвореном                  | Барселона, Шпанија | 17 кв.  | 5,50     |
| 2011   | Европско првенство у дворани                     | Париз, Француска   | 3       | 5,71     |
| 2013   | Европско првенство у дворани                     | Гетеборг, Шведска  | 3       | 5,76     |
| 2014   | Светско првенство у дворани                      | Сопот, Пољска      | 2       | 5,70     |